# Кнапик-Мязга, Рената
Рената Кнапик-Мязга (пол. Renata Knapik-Miazga; род. 15 июля 1988 года, Тарнув) —  польская фехтовальщица на шпагах, призёр Олимпийских игр 2024 года, чемпионка мира (2023) и Европы (2019), призёр международных соревнований.

## Карьера
Летом 2013 года на чемпионате Европы завоевала бронзовую медаль в личных соревнованиях на шпагах. В следующем году выступила на чемпионате мира по фехтованию, который стал для неё первым в карьере; на турнире она дошла до 1/16 финала, где уступила китаянке Сунь Юйцзе.
Летом 2016 года на чемпионате Европы завоевала вторую бронзовую медаль в карьере в личных состязаниях.
В следующем году на чемпионате мира по фехтованию завоевала бронзовую медаль в командных соревнованиях на шпагах.
В июне 2018 года на чемпионате Европы завоевала серебряную медаль в командных соревнованиях на шпагах. Летом 2019 года на чемпионате Европы завоевала золотую медаль в командных соревнованиях на шпагах, став впервые в карьере чемпионкой Европы. Спустя два года, на олимпийских соревнованиях по фехтованию выступала и в индивидуальных и командном соревновании, в которых осталась без медалей.
На чемпионате мира 2022 года в командных соревнованиях на шпагах завоевала бронзовую медаль. В следующем году на чемпионате мира завоевала золото в командных соревнованиях на шпагах и впервые в карьере стала чемпионкой мира.

## Государственные награды
- Кавалер Серебряного Креста Заслуги (За заслуги в деятельности по развитию и популяризации спорта)[7].